# Adolfo Belimbau
Adolfo Belimbau, né en 1845 au Caire et mort en 1938 à  Florence, est un peintre italien. 

## Biographie
Adolfo Belimbau naît au Caire en Égypte dans une famille juive Séfarade italienne originaire de Toscane. Il vit la plus grande partie de sa vie à Florence et à Livourne. Il est formé par un peintre nommé Provenzal à Livourne. À l'âge de 17 ans, il se lance dans le commerce, et ne revient à l'art qu'après 11 ans. En 1886, il participe à l'organisation de l'exposition des beaux-arts de Livourne, une ville qui est en train de devenir une destination balnéaire estivale.
Parmi ses œuvres figure le tableau L'uscita dal lavoro, qui représente une longue file de femmes sortant d'une usine, se transformant en bavardages animés après une longue journée de travail. À la Mostra de Venise de 1887, il expose Aiselia et Prima del minuetto. Cette dernière peinture aérée a été reproduite par Illustrazione di Milan et plus tard dans une revue allemande illustrée. Ses tableaux ultérieurs deviennent plus riches et représentent des activités de loisirs.
Luigi Archinti (en) affirme avec dérision que le regretté Adolfo Belimbau s'adressait à ses riches acheteurs, et que la tendance hagarde et prolétaire de la peinture d' uscita avait disparu :
« Autrefois, cet artiste préférait les thèmes de la vie dure du peuple, des ouvriers, des artisans, des pauvres de toutes sortes, et maintenant, avec plus d'accord avec ses penchants de noble gentilhomme, il préfère ceux qui sont les plus susceptibles d'apparaître dans ces pièces où ils sont accrochés aux murs et distribuent les cahiers sur les étagères, sur les cheminées, objets d'art pour le luxe et la décoration intérieure. »
Adolfo Belimbau est influencé par les peintres Macchiaioli, et est un collègue et ami des peintres Vittorio Matteo Corcos, Ulvi Liegi (en), et Alberto Pisa. Lors d'une Promotrice di Firenze, il expose A Fountain in Livorno, dans laquelle il revient à la peinture de scènes de rue. Il peint également la sentimentale Une page d'Amour. Il continue à parrainer l'art dans ses dernières années, par exemple en créant la Fondazione Livornese di studi ebraici "Adolfo Belimbau".